# Salzburg Challenger
Il Salzburg Challenger è stato un torneo professionistico di tennis giocato su campi in terra rossa. Faceva parte dell'ATP Challenger Series. Si giocava annualmente a Salisburgo in Austria dal 1988 al 1992.

## Albo d'oro

### Singolare
| Anno | Campione     | Finalista            | Punteggio     |
| ---- | ------------ | -------------------- | ------------- |
| 1988 | Bruno Orešar | Damir Keretić        | 6–2, 2–6, 6–2 |
| 1989 | Goran Prpić  | Éric Winogradsky     | 6–1, 6–2      |
| 1990 | Horst Skoff  | José Francisco Altur | 6–2, 6–2      |
| 1991 | Markus Rackl | Martin Sinner        | 1–6, 6–3, 6–4 |
| 1992 | Jordi Arrese | Gilbert Schaller     | 7–6, 7–6      |

### Doppio
| Anno | Campioni                       | Finalisti                             | Punteggio     |
| ---- | ------------------------------ | ------------------------------------- | ------------- |
| 1988 | Damir Keretić Diego Pérez      | Jean-Philippe Fleurian Andreas Maurer | 6–2, 6–4      |
| 1989 | Martin Sinner Michael Stich    | Brett Custer Simon Youl               | walkover      |
| 1990 | Horacio de la Peña Horst Skoff | Johan Donar Ola Jonsson               | 7–5, 6–4      |
| 1991 | Johan Carlsson David Engel     | Bruce Derlin Martin Sinner            | 7–6, 6–2      |
| 1992 | Jan Apell Mikael Tillström     | Jordi Arrese Nils Holm                | 3–6, 6–2, 6–2 |